# ジョン・ハイロ・ベラスケス

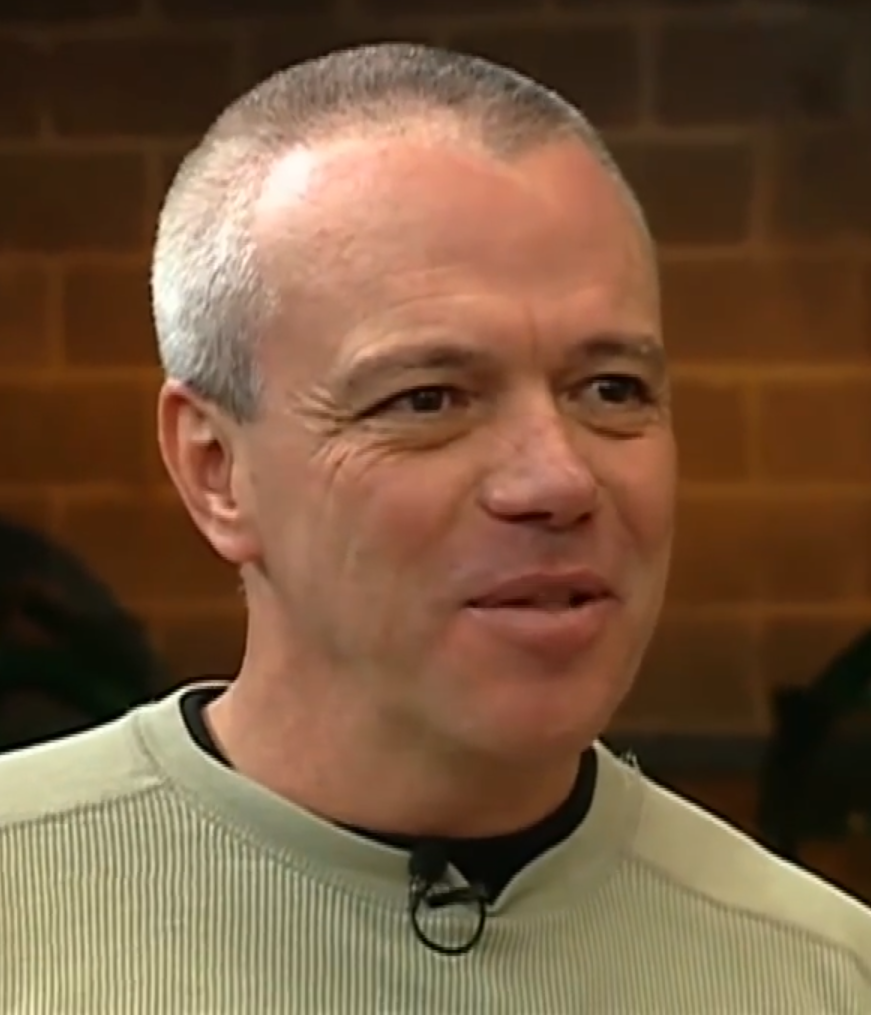
ジョン・ハイロ・ベラスケス

ジョン・ハイロ・ベラスケス（Jhon Jairo Velásquez 1962年4月15日–2020年2月6日）は、コロンビアの元殺し屋。元受刑者。ポパイというニックネームを持ち、次々と犯罪を繰り返したことから麻薬カルテル内でも恐れられた存在であった。

## 概要
メデジン・カルテルを築き上げた麻薬王パブロ・エスコバルの配下で殺し屋の元締めとして活動。本人も300人以上の殺害、3000人以上の殺人に関与したことを告発している。1989年に起きた大統領候補ルイス・カルロス・ガラン殺害容疑で逮捕。1992年にテロ、麻薬密売、殺人などの罪で懲役30年の実刑判決を受けて収監された。
2014年8月に保護観察付の仮釈放で出所した後、コロンビアの大統領選候補者と支持者を脅迫し始めたことから、2018年5月に恐喝の罪で再度逮捕されて収監された。2019年12月31日、胃がんが悪化して国立がん研究所に入院するが回復することなく2020年2月6日に死亡した。